# Гран-при Донецка
Гран-при Донецка — ежегодная однодневная шоссейная велогонка, проводившаяся в Донецке каждый апрель с 2007 по 2013 год.

## История
Впервые гонка прошла в 2007 году. На следующий год стала международной. В 2009 году вошла в календарь Европейского тура UCI с категорией 1.2.
Старт гонки располагался в Донецке в районе Драмтеатра. Затем маршрут гонки уходил в область в направление юга, где проходя в разное время через такие населённые пункты как Волноваха, Докучаевск, Доля, Еленовка, Калинино, Никольское, Новотроицкое, Павловка, Угледар снова возвращался в Донецк к Драмтеатру. После этого следовали финальные круги в районе Драмтеатр - бульвар Пушкина – улица Университетская.
Организацией соревнований занимался донецкий спортивный клуб ИСД, финансируемый Индустриальным союзом Донбасса. Помимо главной категорийной гонки здесь проходил этап чемпионата Украины в гонке-критериум — «Мемориал Николая Колумбета» и отдельная любительская гонка среди журналистов
.
В 2015 и 2016 годах на Украине также проводились однодневные гонки «Гран-при ИСД» и «Гран-при Винницы», которые в определённой степени можно считать правопреемницами исчезнувшего «Гран-при Донецка».

## Призёры
| Год  | Победитель        | Второй            | Третий            |
| ---- | ----------------- | ----------------- | ----------------- |
| 2007 | Денис Костюк      |                   |                   |
| 2008 | Денис Костюк      | Юрий Агарков      | Дмитрий Кривцов   |
| 2009 | Март Оявеэ        | Сергей Колесников | Владимир Рыбин    |
| 2010 | Виталий Попков    | Дмитрий Пузанов   | Адриано Анджелони |
| 2011 | Юрий Агарков      | Михаил Кононенко  | Дмитрий Косяков   |
| 2012 | Ильнур Закарин    | Владимир Гоменюк  | Дмитрий Косяков   |
| 2013 | Анатолий Пахтусов | Михаил Кононенко  | Максим Покидов    |